# Dysmicoccus oryzae
Dysmicoccus oryzae är en insektsart som först beskrevs av Wirjati 1959.  Dysmicoccus oryzae ingår i släktet Dysmicoccus och familjen ullsköldlöss. Inga underarter finns listade i Catalogue of Life.